# ABN AMRO World Tennis Tournament 2014
ABN AMRO World Tennis Tournament 2014 — тенісний турнір, що проходив на кортах з твердим покриттям у місті Роттердам, Нідерланди з 10 лютого. Належав до категорії ATP World Tour 500, був турніром серії Rotterdam Open 2014 року.

## Фінальна частина

### Одиночний розряд
Томаш Бердих —  Марин Чилич 6–4, 6–2

### Парний розряд
Мікаель Льодра /  Ніколя Маю —  Жан-Жульєн Роєр /  Горія Текеу 6–2, 7–6(7–4)